# سيرجي تيكانوفسكي
سيرجي تيكانوفسكي (مواليد 18 أغسطس 1978) هو ناشط حقوقي ويوتيوبر بيلاروسي، عرف بمعارضته للرئيس البيلاروسي ألكسندر لوكاشينكو وهو زوج الناشطة سفياتلانا تسيخانوسكايا.